# Chir
Chir è un comune dell'Algeria, situato nella provincia di Batna.